# Universitat de Bergen
La Universitat de Bergen (Universitetet i Bergen en noruec) es troba a Bergen, Noruega. Si bé fou fundada el 1946, des de 1825 s'ha desenvolupat activitat acadèmica en el museu de Bergen. Avui la universitat acull més de 16.000 estudiants. És una de les set universitats de Noruega, les altres sis són la Universitat d'Oslo, la Universitat Noruega de Ciència i Tecnologia de Trondheim, la Universitat de Tromsø, la Universitat de Stavanger, la Universitat d'Agder i la Universitat Noruega de Ciències de la Vida.

## Matrícula
Els estudiants provinents de la Comunitat Europea no han de pagar per als seus estudis a la universitat. Els estudiants han de realitzar un pagament al servei d'assistència mèdica (semesteravgift), que l'any 2006, representava 800 NOK (uns 100 €) per any, i permet tindre accés a diversos serveis, incloent activitats culturals, accés a instal·lacions esportives, atenció als fills, allotjament subvencionat i recuperació de gran quantitat de despeses mèdiques.

## Rànquing
L'any 2010 la universitat va ser classificada en el 135è lloc mundial als Times Higher Education World University Rankings, i 121a en els QS World University Rankings del 2011.